# Pachychilon pictum
Pachychilon pictum és una espècie de peix cipriniforme de la família dels ciprínids.

## Morfologia
- Els mascles poden assolir 20 cm de longitud total[2] i 70 g de pes.[3]

## Reproducció
Fa la fresa entre el maig i el juny.

## Alimentació
Menja peixos i invertebrats.

## Hàbitat
És un peix d'aigua dolça i de clima subtropical.

## Distribució geogràfica
Es troba a Europa: és originari d'Albània i ha estat introduït a França i a Itàlia.

## Estat de conservació
Es troba amenaçat d'extinció a causa de la destrucció del seu hàbitat natural (construcció de preses) i la contaminació de l'aigua.